# Новоджереліївська
Новоджерелієвська — станиця в Брюховецькому районі Краснодарського краю. Центр Новоджерелієвського сільського поселення.
Населення — 5 297 мешканців (2002).
Заснована у середині XIX століття, перебувала у складі Темрюкського відділу Кубанської області.